# 62. konjeniška divizija (ZDA)
62. konjeniška divizija (izvirno angleško 62nd Cavalry Division) je bila konjeniška divizija Kopenske vojske ZDA.

## Zgodovina
Divizija je bila prvotno ustanovljena iz prebivalcev Pensilvanije, Marylanda, Virginije in Okrožja Kolumbija.